# Marcela Rafael
Marcela Rafael Kampff de Melo (Recife, 11 de setembro de 1982), é uma jornalista e apresentadora de televisão brasileira.
Atualmente é apresentadora dos canais ESPN e pode ser vista diariamente no SportsCenter (edição das 20 horas). Também apresentou o programa mensal Olhar ESPN, dedicado às mulheres.
Suas atividades físicas periódicas são a corrida e o beach-tênis. E anteriormente, já praticou CrossFit.

## Biografia
Inicialmente, Marcela pensou em ser médica, depois jornalista política, mas decidiu pelo jornalismo esportivo.
Na televisão, começou a carreira como repórter da Band News PE, de 2006 a 2008. Na época, atuava principalmente em partidas de Recife, cidade onde nasceu.
Foi apresentadora do ABTV (TV Asa Branca) de 2008 a 2009. 
Em 2009 se mudou para São Paulo.
Atuou como repórter na Globo Nordeste (de 2009 a 2010) e no SBT São Paulo, de 2010 a 2011.
Chegou à ESPN Brasil em 2011, onde iniciou sua função como repórter e, posteriormente, assumiu a apresentação do programa Bate-Bola, em 2014. Em 2015, participou do programa do prêmio Bola de Prata, entregando o prêmio Revelação.
Em 2017, passou a apresentar o programa matutino “ESPN Agora”, que estreou em fevereiro daquele ano.
Em 2020, foi premiada na 14ª Edição do Troféu Mulher Imprensa, na categoria "Repórter ou Comentarista Esportiva".
Em 2022, apresentou pela primeira vez o programa Linha de Passe, principal programa de mesa redonda da editora, e se tornou a primeira mulher nesta posição, junto com a colega Daniela Boaventura. Em novembro daquele ano apresentou o programa que entregou o prêmio Bola de Prata, ao lado de Sérgio Loroza. No mesmo ano renovou o contrato, permanecendo na ESPN até 2024.

### Prêmios e Indicações
| Ano  | Prêmio                                                                     | Categoria | Resultado | Ref.   |
| ---- | -------------------------------------------------------------------------- | --------- | --------- | ------ |
| 2012 | Troféu ACEESP (Associação dos Cronistas Esportivos do Estado de São Paulo) | Revelação | Indicado  | [ 13 ] |

## Vida pessoal
Tem dois irmãos (Luciano e Leonardo). É casada com o também jornalista/advogado Andrei Kampff. É mãe de duas crianças: Theo, nascido em 2014, e Lara.